# 邵炎忠
邵炎忠（英語：Tommy Zau Yen Chung，1933年9月11日—1996年），香港电子业大亨，曾有“电子大王”之称。是20世纪80、90年代香港新兴电子工业的著名实业家。

## 背景
邵炎忠籍贯浙江慈溪县，生於上海。父亲为旧上海商界闻人，经营纺织业。1948年，全家迁往香港，此后在香港发展。邵炎忠早年曾就读于香港華仁書院，亦求學於香港皇仁书院。曾赴英国留学，1953年至1954年入讀英國 Medway College of Technology，修讀電機工程課程，后又於1955年至1956年入美国洛厄爾技術學院（Lowell Technological Institute）学习纺织技术，1956年至1958年再到同省份的 Bradford Durfree College of Technology 深造紡織學。
由1959年起至1964年，他回到香港任職香港工业专门学校纺织技术系講師。1964年创立美科电子有限公司，并出任董事总经理。1969年创立益电半导体有限公司，并担任公司董事长兼总经理。后获得世界性声誉，成为香港新兴电子工业的著名企业家。

## 任职
- 香港中华厂商联合会名誉会长
- 港中工业合作委员会主席
- 荃湾工业联会执行委员会副主席
- 职业训练局电子训练主席
- 浙江省政协委员

## 家庭
邵炎在1958年9月與丁氏（Lilian）在香港結婚，婚後育有3子。2010年，其时任浙江省政协委员的兒子邵傳偉在日本北海道自驾旅游时车祸身亡。